# Lagotis yunnanensis
Lagotis yunnanensis är en grobladsväxtart som beskrevs av William Wright Smith. Lagotis yunnanensis ingår i släktet Lagotis och familjen grobladsväxter. Inga underarter finns listade i Catalogue of Life.